# The Real Slim Shady
The Real Slim Shady (englisch für „Der echte Slim Shady“; Slim Shady ist Eminems Alter Ego) ist ein Lied des US-amerikanischen Rappers Eminem. Der Song ist die erste Singleauskopplung seines dritten Studioalbums The Marshall Mathers LP und wurde am 16. Mai 2000 veröffentlicht. Außerdem ist das Lied auf Eminems Best-of-Album Curtain Call: The Hits enthalten.

## Inhalt
Der Track ist eine typische erste Single Eminems, in der viele Prominente auf ironische Art und Weise verspottet werden. Vor allem die damals erfolgreichen Popsongs wurden durch den eingängigen und sich oft wiederholenden Refrain parodiert. Unter den Promis, die zu Eminems Zielscheibe werden, befindet sich u. a. Pamela Anderson, deren angeblicher Missbrauch durch ihren damaligen Freund Tommy Lee aufgegriffen wird. Eminem sagt außerdem, dass er seinen eigenen Mentor Dr. Dre ermordet hat, und kritisiert Will Smith, da dieser sich für Rap ohne Schimpfwörter einsetzte. Er bezichtigt Christina Aguilera des Oralsex mit Fred Durst und Carson Daly und verteilt darüber hinaus Seitenhiebe an Britney Spears, Tom Green sowie verschiedene Girl- und Boybands.

## Produktion
Der Beat zum Song wurde von Eminems Entdecker und Produzent Dr. Dre in Zusammenarbeit mit Mel-Man produziert. Dabei wurden keine Samples von anderen Liedern verwendet.

## Musikvideo
Bei dem zu The Real Slim Shady gedrehten Video führten Philip Atwell und Dr. Dre Regie.

### Inhalt
Das Video wurde an vielen verschiedenen Orten gedreht, so zählen unter anderem eine klischeehafte psychiatrische Anstalt, ein Fastfood-Restaurant und eine fiktive Grammy-Verleihung zur Kulisse. Außerdem wird eine fabrikartige Anlage gezeigt, in welcher „Eminems“ als Massenprodukt am Fließband produziert werden. Diese treten teilweise auch in anderen Szenen auf.  Außerdem enthält das Video Gastauftritte von Dr. Dre, D12, Fred Durst und Kathy Griffin sowie von Doppelgängern von Kid Rock, Carson Daly, Pamela Anderson und Tommy Lee. Insgesamt orientiert sich das Video stark am Text des Liedes.

### Auszeichnungen
The Real Slim Shady gewann bei den MTV Video Music Awards 2000 in den Kategorien Video of the Year und Best Male Video.

## Single

### Covergestaltung
Das Singlecover zeigt Eminem bekleidet mit einer weißen Schürze und schwarzem Base-Cap, einen Karton in der rechten Hand haltend. Mitten im Bild stehen die Schriftzüge Eminem in weiß und etwas kleiner darunter The Real Slim Shady in orange.

### Chartplatzierungen
The Real Slim Shady stieg in der 28. Kalenderwoche des Jahres 2000 auf Platz 9 in die deutschen Charts ein und erreichte zwei Wochen später mit Position 7 seine Höchstplatzierung. Insgesamt hielt sich der Song 19 Wochen in den Top 100.
| ChartsChartplatzierungen       | Höchstplatzierung | Wochen |
| ------------------------------ | ----------------- | ------ |
| Deutschland (GfK)              | 7 (19 Wo.)        | 19     |
| Österreich (Ö3)                | 6 (23 Wo.)        | 23     |
| Schweiz (IFPI)                 | 2 (40 Wo.)        | 40     |
| Vereinigte Staaten (Billboard) | 4 (19 Wo.)        | 19     |
| Vereinigtes Königreich (OCC)   | 1 (18 Wo.)        | 18     |

| ChartsJahrescharts (2000)      | Platzierung |
| ------------------------------ | ----------- |
| Deutschland (GfK)              | 44          |
| Österreich (Ö3)                | 18          |
| Schweiz (IFPI)                 | 5           |
| Vereinigte Staaten (Billboard) | 51          |
| Vereinigtes Königreich (OCC)   | 10          |

### Auszeichnungen für Musikverkäufe
The Real Slim Shady verkaufte sich in Deutschland über 900.000 Mal, wofür die Single 2024 eine dreifache Goldene Schallplatte erhielt. Im Jahr 2022 wurde der Song für mehr als sieben Millionen Verkäufe in den Vereinigten Staaten mit siebenfach-Platin ausgezeichnet. Außerdem gewann das Lied bei den Grammy Awards 2001 die Auszeichnung in der Kategorie Best Rap Solo Performance.
| Land/Region                  | Auszeichnungen für Musikverkäufe (Land/Region, Auszeichnung, Verkäufe) | Verkäufe   |
| ---------------------------- | ---------------------------------------------------------------------- | ---------- |
| Australien (ARIA)            | 11× Platin                                                             | 770.000    |
| Belgien (BRMA)               | Platin                                                                 | 40.000     |
| Brasilien (PMB)              | 3× Platin                                                              | 180.000    |
| Dänemark (IFPI)              | 2× Platin                                                              | 180.000    |
| Deutschland (BVMI)           | 3× Gold                                                                | 900.000    |
| Frankreich (SNEP)            | Gold                                                                   | 250.000    |
| Griechenland (IFPI)          | 2× Platin                                                              | 40.000     |
| Italien (FIMI)               | 2× Platin                                                              | 200.000    |
| Kanada (MC)                  | 2× Platin                                                              | 160.000    |
| Neuseeland (RMNZ)            | 6× Platin                                                              | 180.000    |
| Norwegen (IFPI)              | Gold                                                                   | 10.000     |
| Österreich (IFPI)            | 2× Platin                                                              | 100.000    |
| Portugal (AFP)               | 4× Platin                                                              | 40.000     |
| Schweden (IFPI)              | Platin                                                                 | 20.000     |
| Schweiz (IFPI)               | Gold                                                                   | 25.000     |
| Spanien (Promusicae)         | Platin                                                                 | 60.000     |
| Vereinigte Staaten (RIAA)    | 7× Platin                                                              | 7.000.000  |
| Vereinigtes Königreich (BPI) | 4× Platin                                                              | 2.400.000  |
| Insgesamt                    | 4× Gold · 49× Platin ·                                                 | 12.655.000 |

Hauptartikel: Eminem/Auszeichnungen für Musikverkäufe

## Trivia
Der Refrain des Liedes ist eine Anspielung auf die amerikanische TV-Show To Tell the Truth, die in Deutschland unter dem Titel Sag die Wahrheit bekannt ist. In der Show treten drei Kandidaten auf, die alle von sich behaupten, dieselbe Person zu sein, aber nur eine von ihnen sagt die Wahrheit. Ein Rateteam muss die richtige Person durch Befragen herausfinden. Im amerikanischen Original bittet der Moderator zum Schluss die echte Person, sich zu erkennen zu geben, mit den Worten: „Would the real [Name] please stand up?“ (deutsch: „Würde der/die echte [Name] bitte aufstehen?“)